# Semejanza (filosofía)
En filosofía la semejanza o similitud es una relación entre objetos que constituye cuánto estos objetos se parecen. La semejanza viene en grados: por ejemplo, las naranjas se parecen más a las manzanas que a la luna. Tradicionalmente, se considera una relación interna y se analiza en términos de propiedades compartidas: dos cosas son similares porque tienen una propiedad en común. Cuantas más propiedades comparten, más similares son. Se parecen exactamente si comparten todas sus propiedades. Así, una naranja es similar a la luna porque ambas comparten la propiedad de ser redondas, pero es aún más similar a una manzana porque, además, ambas comparten varias otras propiedades, como la propiedad de ser una fruta. A nivel formal, la semejanza suele considerarse una relación reflexiva (todo se parece a sí mismo), simétrica (si x es similar a y entonces y es similar a x) y no transitiva (no es necesario que x se parezca a z a pesar de que x se parezca a y y y se parezca a z). La semejanza se presenta de dos formas: la semejanza respectiva, que es relativa a un respeto o rasgo, y la semejanza global, que expresa el grado de semejanza entre dos objetos considerando todo. No hay consenso general sobre si la semejanza es una característica de la realidad objetiva e independiente de la mente y, en caso afirmativo, si es una característica fundamental o reducible a otras características. La semejanza es central para la cognición humana, ya que proporciona la base para la categorización de entidades en tipos y para varios otros procesos cognitivos como el razonamiento por analogía. La semejanza ha desempeñado un papel central en diversas teorías filosóficas, por ejemplo, como solución al problema de los universales a través del nominalismo de semejanza o en el análisis de contrafactuales en términos de semejanza entre mundos posibles.

## Concepciones de semejanza
Las concepciones de semejanza proporcionan un relato de la semejanza y sus grados en un nivel metafísico. La visión más simple, aunque no muy popular, ve la semejanza como un aspecto fundamental de la realidad que no puede reducirse a otros aspectos. El punto de vista más común es que la semejanza entre dos cosas está determinada por otros hechos, por ejemplo, por las propiedades que comparten, por su distancia cualitativa o por la existencia de ciertas transformaciones entre ellas. Estas concepciones analizan la semejanza en términos de otros aspectos en lugar de tratarla como una relación fundamental.

### Numérica
La concepción numérica sostiene que el grado de semejanza entre objetos está determinado por el número de propiedades que tienen en común. En la versión más básica de este punto de vista, el grado de semejanza es idéntico a este número. Por ejemplo, "si las propiedades de los guisantes en una vaina fueran solo verdor, redondez y asquerosidad ... entonces su grado de semejanza sería tres". Dos cosas tienen que compartir al menos una propiedad para ser consideradas similares. Se parecen exactamente si tienen todas sus propiedades en común. Esto también se conoce como identidad cualitativa o indiscernibilidad. Para que la concepción numérica de la semejanza funcione, es importante que solo se tengan en cuenta las propiedades relevantes para la semejanza, a veces denominadas propiedades escasas (sparse properties) en contraste con propiedades abundantes (abundant properties). Las propiedades cuantitativas, como la temperatura o la masa, que ocurren en grados, plantean otro problema para la concepción numérica. La razón de esto es que, por ejemplo, un cuerpo con 40 °C se parece a otro cuerpo con 41 °C aunque los dos cuerpos no tienen su temperatura en común.

### Métrica
El problema de las propiedades cuantitativas se maneja mejor mediante la concepción métrica de la semejanza, que postula que hay ciertas dimensiones de semejanza relativas a diferentes aspectos, por ejemplo, color, forma o peso, que constituyen los ejes de un espacio métrico unificado. Esto puede visualizarse por analogía con el espacio físico tridimensional, cuyos ejes suelen etiquetarse con x, y y z. Tanto en el espacio métrico cualitativo como en el físico, la distancia total está determinada por las distancias relativas dentro de cada eje. El espacio métrico constituye así una forma de agregar varios grados respectivos de semejanza en un grado global de semejanza. La función correspondiente a veces se denomina medida de similitud. Un problema con esta perspectiva es que es cuestionable si los diferentes aspectos son conmensurables entre sí en el sentido de que un aumento en un tipo puede compensar la falta en otro tipo. Incluso si esto se permitiera, todavía queda la cuestión de cómo determinar el factor de correlación entre los grados de los diferentes aspectos. Cualquier factor de este tipo parecería ser artificial, como se puede ver, por ejemplo, al considerar posibles respuestas al siguiente caso: "Supongamos que una persona se parece más a ti, en general, que otra. Y supongamos que se convierte un poco menos como tú al ganar algo de peso. Ahora responda a estas preguntas: ¿Cuánto más cálido o más frío debe volverse para restaurar la comparación global original?  ¿Cuánto más similar con respecto a su altura?" Este problema no se plantea en el caso de la distancia física, que implica dimensiones conmensurables y que puede mantenerse constante, por ejemplo, moviéndose la cantidad correcta hacia el norte o hacia el sur, después de haberse movido una cierta distancia hacia el oeste. Otra objeción a la concepción métrica de la semejanza proviene de la investigación empírica que sugiere que los juicios de semejanza no obedecen a los axiomas del espacio métrico. Por ejemplo, es más probable que la gente acepte que "Corea del Norte es similar a China" en lugar de que "China es similar a Corea del Norte", negando así el axioma de simetría.

### Transformación
Otra forma de definir la semejanza, más conocida por la geometría, es en términos de transformaciones. Según esta definición, dos objetos son similares si existe un cierto tipo de transformación que traduce un objeto en el otro, dejando intactas ciertas propiedades esenciales para la semejanza. Por ejemplo, en geometría, dos triángulos son similares si hay una transformación, que no implica nada más que escalar, rotar, desplazar y reflejar, que traduce un triángulo en el otro. La propiedad mantenida intacta por estas transformaciones se refiere a los ángulos de los dos triángulos.

## Semejanza respectiva y global
Los juicios de semejanza se presentan en dos formas: refiriéndose a la semejanza respectiva (respective similarity), que es relativa a un aspecto o rasgo, o a la semejanza global (overall similarity), que expresa el grado de semejanza entre dos objetos considerando todo. Por ejemplo, una pelota de baloncesto se asemeja al sol con respecto a su forma redonda, pero no son muy similares globalmente. Por lo general, se asume que la semejanza global depende de la semejanza respectiva, por ejemplo, que una naranja es globalmente similar a una manzana porque se parecen con respecto al tamaño, la forma, el color, etc. Esto significa que dos objetos no pueden diferir en su semejanza global sin diferir en su semejanza respectiva. Pero no hay un acuerdo general sobre si la semejanza global puede analizarse completamente agregando las semejanzas en todos los aspectos. Si esto fuera cierto, entonces debería ser posible mantener constante el grado de semejanza entre la manzana y la naranja a pesar de un cambio en el tamaño de la manzana, compensándolo a través de un cambio de color, por ejemplo. Pero la afirmación que esto sea posible, es decir, que el aumento de la semejanza en otro aspecto pueda compensar la falta de semejanza en un aspecto, ha sido negado por algunos filósofos.
Una forma especial de semejanza respectiva es la semejanza respectiva perfecta, que existe cuando dos objetos comparten exactamente la misma propiedad, como ser un electrón o ser hecho completamente de hierro. Una versión más débil de la semejanza respectiva es posible para propiedades cuantitativas, como la masa o la temperatura, que involucran un grado. Los grados cercanos se asemejan entre sí sin constituir propiedades compartidas. De esta manera, un paquete de arroz de 1000 gramos se parece a un melón de miel de 1010 gramos con respecto a la masa, pero no en virtud de compartir una propiedad. Este tipo de semejanza respectiva y su impacto en la semejanza global se complica aún más para cantidades multidimensionales, como colores o formas.

## Semejanza exacta e identidad
La identidad es la relación que cada cosa tiene solo consigo misma. Tanto la identidad como la semejanza exacta o la indiscernibilidad se expresan con la palabra "mismo". Por ejemplo, considere a dos niños con las mismas bicicletas participando en una carrera mientras su madre está mirando.  Los dos niños tienen la misma bicicleta en un sentido (semejanza exacta) y la misma madre en otro sentido (identidad). Los dos sentidos de "mismo" están vinculados por dos principios: el principio de indiscernibilidad de los idénticos y el principio de identidad de los indiscernibles. El principio de indiscernibilidad de los idénticos es indiscutido y afirma que si dos entidades son idénticas entre sí, entonces se parecen exactamente entre sí. El principio de identidad de los indiscernibles, por otro lado, es más discutido al hacer la afirmación inversa de que si dos entidades se parecen exactamente entre sí, entonces deben ser idénticas. Esto implica que "no hay dos cosas distintas que se parezcan exactamente". Un contraejemplo muy conocido proviene de Max Black, quien describe un universo simétrico que consta de solo dos esferas con las mismas características. Black sostiene que las dos esferas son indiscernibles pero no idénticas, constituyendo así una violación del principio de identidad de los indiscernibles.

## Aplicaciones en la filosofía

### Problema de los universales
El problema de los universales es el problema de explicar cómo diferentes objetos pueden tener una característica en común y, por lo tanto, parecerse entre sí en este aspecto, por ejemplo, cómo el agua y el aceite pueden compartir la característica de ser líquidos. La solución realista postula un universal subyacente que es instanciado por ambos objetos y así fundamenta su semejanza. Esto es rechazado por los nominalistas, que niegan la existencia de universales. De especial interés para el concepto de semejanza es la posición conocida como nominalismo de semejanza, que trata la semejanza entre objetos como un hecho fundamental. Entonces, según esta perspectiva, dos objetos tienen una característica en común porque se parecen entre sí, no al revés, como se suele sostener. De esta manera, el problema de los universales se resuelve sin la necesidad de postular universales compartidos. Una objeción a esta solución es que no consigue distinguir entre propiedades coextensivas. Las propiedades coextensivas son propiedades diferentes que siempre se manifiestan juntas, como tener un corazón y tener un riñón. Pero en el nominalismo de semejanza, se tratan como una propiedad, ya que todos sus portadores pertenecen a la misma clase de semejanza. Otro contraargumento es que este enfoque no resuelve completamente el problema de los universales, ya que parece introducir un universal nuevo: la semejanza misma.

### Contrafactuales
Los contrafactuales son oraciones que expresan lo que habría sido cierto en circunstancias diferentes, por ejemplo, "si Richard Nixon hubiera pulsado el botón, habría tenido lugar una guerra nuclear". Las teorías de los contrafactuales tratan de determinar las condiciones bajo las cuales los contrafactuales son verdaderos o falsos. El enfoque más conocido, debido a Robert Stalnaker y David Lewis, propone analizar los contrafactuales en términos de semejanza entre mundos posibles. Un mundo posible es una manera de cómo podrían haber sido las cosas. Según el relato de Stalnaker-Lewis, el antecedente o la cláusula "si" selecciona un mundo posible, en el ejemplo anterior, el mundo en el que Nixon pulsó el botón. El contrafactual es verdadero si el consecuente o la cláusula "entonces" es verdadera en el mundo posible seleccionado. El problema con el relato esbozado hasta ahora es que hay varios mundos posibles que podrían ser seleccionados por el antecedente. Lewis propone que el problema se resuelve a través de la semejanza global: solo se selecciona el mundo posible más similar al mundo real. Un "sistema de pesos" en forma de un conjunto de criterios debe guiarnos en la evaluación del grado de semejanza entre mundos posibles. Por ejemplo, evitar violaciones generalizadas de las leyes de la naturaleza ("grandes milagros") se considera un factor importante para la semejanza, mientras que la proximidad en hechos particulares tiene poco impacto. Una objeción al enfoque de Lewis es que el sistema de pesos propuesto no capta tanto nuestra intuición sobre la semejanza entre mundos, sino que pretende estar en consonancia con nuestras intuiciones contrafactuales. Pero considerado puramente en términos de semejanza, podría decirse que el mundo más similar en el ejemplo anterior es el mundo en el que Nixon pulsa el botón, no sucede nada y la historia continúa igual que en la realidad.

### Representación pictórica
La representación pictórica es la relación que las imágenes tienen con las cosas que representan, por ejemplo, la relación entre una fotografía de Albert Einstein y el propio Einstein. Las teorías de la representación pictórica pretenden explicar cómo las imágenes pueden referirse a algo. El relato tradicional, originalmente sugerido por Platón, explica la representación pictórica en términos de mimesis o semejanza. Así, la fotografía representa a Einstein porque se parece a él en cuanto a forma y color. En este sentido, las imágenes son diferentes de los signos lingüísticos, que en su mayor parte se relacionan arbitrariamente con sus referentes. Las imágenes pueden representar indirectamente conceptos abstractos, como Dios o el amor, al parecerse a cosas concretas, como un hombre con barba o un corazón, que asociamos con el concepto abstracto en cuestión. A pesar de su atractivo intuitivo, los relatos de representación por semejanza se enfrentan a varios problemas. Un problema proviene del hecho de que la semejanza es una relación simétrica, por lo que si x es similar a y, entonces y tiene que ser similar a x. Pero Einstein no representa su fotografía a pesar de ser similar a ella. Otro problema proviene del hecho de que se pueden representar cosas inexistentes, como los dragones. Así, una imagen de un dragón muestra un dragón, aunque no hay dragones que puedan ser similares a la imagen. Los defensores de las teorías de la semejanza tratan de evitar estos contraejemplos, pasando a formulaciones más sofisticadas que involucran otros conceptos además de la semejanza.

### Argumento por analogía
Una analogía es una comparación entre dos objetos basada en la semejanza. Los argumentos por analogía implican inferencias a partir de la información sobre un objeto conocido (la fuente) a las características de un objeto desconocido (el objetivo) basadas en la semejanza entre los dos objetos. Los argumentos por analogía tienen la siguiente forma: x es similar a y y x tiene la característica F, por lo tanto, y probablemente también tiene la característica F. Usando este esquema, es posible inferir de la semejanza entre las ratas (x) y los humanos (y) y del hecho de que las píldoras anticonceptivas afectan el desarrollo cerebral (F) de las ratas que también pueden afectar al desarrollo cerebral de los humanos. Los argumentos por analogía son derrotables: hacen que su conclusión sea racionalmente convincente, pero no aseguran su verdad. La fuerza de tales argumentos depende, entre otras cosas, del grado de semejanza entre la fuente y el objetivo y de la relevancia de esta semejanza para la característica inferida. Los argumentos importantes por analogía dentro de la filosofía incluyen el argumento del diseño (el universo se parece a una máquina y las máquinas tienen diseñadores inteligentes, por lo tanto, el universo tiene un diseñador inteligente) y el argumento por analogía sobre la existencia de otras mentes (mi cuerpo es similar a otros cuerpos humanos y yo tengo una mente, por lo tanto, ellos también tienen mentes).

### Parecido de familia
El término parecido de familia se refiere a la idea de Ludwig Wittgenstein de que ciertos conceptos no pueden definirse en términos de condiciones necesarias y suficientes que se refieran a rasgos esenciales compartidos por todos los ejemplos. En cambio, el uso de un concepto para todos sus casos se justifica por relaciones de semejanza basadas en sus rasgos compartidos. Estas relaciones forman "una red de semejanzas superpuestas pero discontinuas, como las fibras de una cuerda". Uno de los ejemplos favoritos de Wittgenstein es el concepto de juego, que incluye los juegos de cartas, de mesa, de pelota, etc. Los diferentes juegos comparten varias características entre sí, como ser divertidos, implicar ganar y perder, depender de la habilidad o de la suerte, etc. Según Wittgenstein, ser un juego es ser lo suficientemente similar a otros juegos, aunque no hay propiedades esenciales para cada juego. Estas consideraciones amenazan con volver inútiles los intentos tradicionales de descubrir definiciones analíticas, por ejemplo, para conceptos como proposición, nombre, número, prueba o lenguaje. La teoría de prototipos se formula con base en estas ideas. Sostiene que si una entidad pertenece a una categoría conceptual está determinado por cuán cercana o similar es esta entidad al prototipo o ejemplar de este concepto.